# Eantea

Mapa de la zona de Grecia central donde se ubican algunas de las principales ciudades de la antigua Lócride. Eantea se ubicaba en la Lócride Ozolia.

Eantea (griego Οἰάνθεια) fue una ciudad de los locrios ozolios en la parte occidental del golfo de Crisa. Tenía un templo dedicado a Afrodita y otro a Artemisa. Estaba a unos 30 km de Naupacto y a unos 22 de Anticira. En el Periplo de Pseudo-Escílax se la conocía con el topónimo de «Evántide» (Εὐανθίς).
Sus habitantes son citados en el marco de la guerra del Peloponeso puesto que, según Tucídides, los eanteos formaron parte de las ciudades de Lócride Ozolia que se vieron obligadas a entregar rehenes al ejército lacedemonio que, en el año 426 a. C., estaba bajo el mando de Euríloco.
Corresponde tal vez a la moderna Galaxidí, al fondo de la bahía de Itea, en la costa de Lócride, frente a Egira en Acaya. Hoy, sin embargo, tiende a identificarse con los restos que hay cerca de Eratini, el puerto del pueblo de Vitrinitsa.
Hay restos de muros poligonales.